# Anatol Vulpe
Anatol Vulpe (n. 17 februarie 1907- d. 6 aprilie 1946) a fost un pictor român, născut în comuna Bahmut, Bălți, Basarabia, în familia preotului Ioan Vulpe, căsătorit cu Alexandra a lui Iosif. Înmormîntat la cimitirul Iancu Nou din București.

## Biografie

### Primii ani, educație
A făcut studii de artă la București, cu Constantin Artachino, la cumpăna dintre deceniile trei și patru. 
1933 - Participare la Salonul Oficial din București. A fost un participant frecvent al Saloanelor Oficiale.

### Carieră
1936 - Prima expoziție personală de pictură, Sala Mozart din București.
În 1938 Prefectura Poliției Capitalei îi eliberează pașaportul cu nr. 6 794, în vederea călătoriei în străinătate dar, în lipsa unor mijloace financiare, această călătorie nu a avut loc. Se știe că a fost căsătorit cu o balerină, care l-a părăsit plecând în Italia. I s-a păstrat doar prenumele, Liza.
La 1 noiembrie 1940, printr-un referat adresat lui Traian Brăileanu, direcția artelor îl propune, printre alții, pe Anatol Vulpe să facă parte din conducerea Sindicatului Artelor Frumoase, alături de Alexandru Bassarab. Motivele necooptării sale rămîn neclare, este cert însă că pictorul "n-avea tragere de inimă pentru politica legionară, la care aderase, totuși, din sărăcie" (Mihai Pelin). 

### Al Doilea Război Mondial
În 1941 este mobilizat, cu gradul de caporal t.r., în compania sanitară a Spitalului Militar Regina Maria din București. După începerea ostilităților este transferat la secția de propagandă a Marelui Stat Major, sub comanda locotenentului arhitect G.M. Cantacuzino. În iarna acelui an a locuit la Odesa, împreună cu pictorii Gheorghe Vânătoru și Constantin Mihalcea. Li s-a alăturat acestora și Dan Ialomițeanu. "Anatol Vulpe, interiorizat, stăruia într-o tăcere apăsătoare" (Mihai Pelin). Face schițe și desene ale orașului distrus de furtuna războiului. În 7 decembrie 1941, după redeschiderea Operei, are loc primul spectacol: Evgheni Oneghin, de Piotr Ilici Ceaikovski; printre spectatori s-a aflat și Anatol Vulpe.
În iunie-august 1942 artistul se află la Sevastopol, sub ascultarea secției militare de propagandă. Se află acolo de comun acord cu direcția artelor -- "în scopul măririi patrimoniului documentar-istoric ce va ilustra efortul României în campania de răsărit".
Pe data de 9 decembrie 1942 este admis în Corpul Artiștilor Plastici.
În timpul războiului a fost și pe front, în diferite locuri a reușit să picteze și să participe la expoziții.
La 13 septembrie 1942 se deschide, la Odesa, Salonul oficial al Transnistriei, care s-a închis în 17 octombrie. Artiștii români au expus alături de cei ruși și ucraineni. În lista participanților era și Anatol Vulpe. Tot în același an, în aprilie -- călătorește în Germania, "în strict interes de serviciu", de fapt a mers în locul lui Leonid Bulencea. A mers împreună cu Eugen Drăguțescu.
1943 - Salonul oficial de primăvară. Expune peisaje din spațiul războiului.
În primăvara lui 1943, Vulpe a fost solicitat să execute panouri de propagandă și îndrumare pentru stația filtrului sanitar Tighina, voia să se apropie de meleagurile natale (dar pînă la urmă fusese trimis acolo Alexandru Țipoia), iar în iulie artistul era în Caucaz. În august s-a aflat într-o scurtă permisie la București. Se pare că iarna o petrece tot în Capitală.
19 decembrie 1943-16 ianuarie 1944 s-a consumat la București expoziția artiștilor plastici mobilizați în secția de propagandă a Marelui Stat Major. S-au expus 232 de lucrări. Printre expozanți a fost și Anatol Vulpe. În 13 ianuarie 1944 expoziția a fost vizitată de mareșalul Ion Antonescu. 
În timpul verii anului 1945 - lucrează la traducerea cărții de memorii a regizorului Constantin Stanislavski, Viața mea în artă, pentru editura Cartea Rusă.
Între 6 și 26 septembrie 1945 are loc o expoziție, la Sala Dalles, a serviciului cultural al Marelui Stat Major: pictură, desen și fotoreportaj de război.   

## Deces, legimitate
Anatol Vulpe s-a remarcat îndeosebi ca un pictor de vedute urbane, peisaje, naturi statice, portrete și nuduri de femei. Opera i se cunoaște încă fragmentar, dar ținînd cont de prezența lucrărilor sale pe piața de artă a ultimilor ani, ne putem da seama că a lăsat piese interesante, cu un colorit bogat și expresiv. Ocultarea biografiei și operei acestui înzestrat pictor-boem se datorează în bună măsură tragicului sfîrșit al acestuia, survenit în noaptea dintre 5 și 6 aprilie, 1946, cînd Anatol Vulpe a fost împușcat cu 15 gloanțe, de diferite calibre. Tot atunci, prietena lui, Elena Bogdan, a fost găsită la 800 m. distanță, împușcată și ea, în Parcul Moșoiu din București.
Tragicul eveniment a fost pe larg reconstituit de istoricul Mihai Pelin, și acestui studiu de caz i se datorează în mod esențial revenirea operei lui Vulpe în atenția specialiștilor și colecționarilor de artă. Cartea lui Pelin Deceniul prăbușirilor (1940-1950): viețile pictorilor, sculptorilor și arhitecților români între legionari și staliniști (editura Compania, București, 2005), și mai ales studiul Asasinarea pictorului Anatol Vulpe, este esențial pentru reevaluarea acelei epoci.
Pelin este de părere că Vulpe a fost asasinat din motive politice de sovietici datorită unui zvon malițios conform căruia Vulpe ar fi fost descendent al Romanovilor, lucru pe care Pelin îl consideră fals în baza certificatului de naștere al pictorului.
O primă revenire expozițională de proporții a lucrărilor lui Anatol Vulpe a fost în expoziția Bessarabia Moia 23.06.09 – 02.08.2009, la galeriile Artmark din București